# Berre-l’Étang
Berre-l’Étang (okzitanisch Bèrra) ist eine französische Gemeinde mit 13.941 Einwohnern (Stand 1. Januar 2022) im Département Bouches-du-Rhône in der Region Provence-Alpes-Côte d’Azur; sie gehört zum Arrondissement Istres und zum Kanton Berre-l’Étang.

## Geografie
Berre-l’Étang liegt am Étang de Berre, 30 Kilometer von Marseille und Aix-en-Provence entfernt. Hier mündet der Fluss Arc in mehreren Flussarmen in den Étang de Berre.
Die Stadt war ab Anfang der 1930er Jahre Standort einer Erdölraffinerie, die Ende 2011 zunächst vorläufig, 2014 endgültig stillgelegt wurde.

## Geschichte
Im 11. Jahrhundert wurde eine Siedlung mit dem Namen Berra zuerst erwähnt. Eine Lehnsherrschaft oder Seigneurie der Herren von Les Baux war der Ort im 12. und 13. Jahrhundert, 1291 erhielt der Ort das Marktrecht. Unter die Herrschaft des Barons Karl von Maine kam Berre im 15. Jahrhundert. In den Hugenottenkriegen vom März 1589 bis August 1591 wurde es vom Herzog von Savoyen, Karl Emanuel I., belagert. Im 17. Jahrhundert gelangte es in den Besitz des Herzogs von Beaufort und gehörte ab 1715 Claude-Louis-Hector de Villars dem von Ludwig XIV. ernannten Herzog von Villars. Ab 1770 bis zur Französischen Revolution war es unter der Herrschaft des Hauses Galliffet (Maison de Galliffet). Während der deutschen Besatzung im Zweiten Weltkrieg waren in Berre-l’Étang Seenotrettungseinheiten der Deutschen Wehrmacht stationiert, unter anderem von Januar 1943 bis August 1944 die Seenotstaffel 3.

## Bevölkerungsentwicklung
- 1962: 10.327
- 1968: 15.588
- 1975: 12.069
- 1982: 12.562
- 1990: 12.672
- 1999: 13.415
- 2008: 13.881
- 2017: 13.472

## Sehenswürdigkeiten
- Reste aus römischer Zeit
- Tour Carrée, Rest der Stadtmauer
- Maison des Lions, ehemaliges Herrenhaus
- Kirche Saint-Césaire, romanisch-gotische Pfarrkirche seit 1041: Diese Pfarrkirche wurde von 470 bis 542 unter dem Namen Saint-Césaire, dem Namen des Erzbischofs von Arles, Caesarius von Arles (502–542) errichtet. Obwohl das Datum des Baues nicht sicher ist, so ist bezeugt, dass sie gleichzeitig mit der Errichtung der Burg entstanden ist, deren Existenz für das Jahr 1057 nachgewiesen ist. In der Zeit ihrer Erbauung bestand die Kirche nur aus einer Apsis im Norden, einem Chor und einem Kirchenschiff. Die Außenwände hatten acht Strebepfeiler. Es gab im Inneren keine Seitenaltäre. Zweifelsfrei ließ der Architekt, der Bischof von Arles, über dem Chor eine Attika einbauen. Die Kirche hatte aber weder einen Kirchturm noch eine Kirchturmspitze. Erst gegen Anfang des 14. Jahrhunderts errichtete man über dem Chor einen Kirchturm ohne Spitze. 1480 kam diese dazu. Während des 16. Jahrhunderts ergänzte man das Kirchenschiff um ein Seitenschiff mit Spitzbögen im Westen und verlängerte die Kirche nach Süden wegen der Bevölkerungszunahme.
- Kapelle Notre-Dame-de-Caderot: Sie wurde vielleicht im 3. Jahrhundert auf den Resten eines heidnischen Tempels errichtet. In den Hugenottenkriegen Ende des 16. Jahrhunderts wurde die Kirche zerstört und im 17. Jahrhundert wiederaufgebaut. Die Kapelle war bis Mitte des 19. Jahrhunderts Pilgerort. Sie hat eine Länge von 32 Metern und birgt einen großartigen, vielfarbigen, hölzernen Altaraufsatz aus dem 16. Jahrhundert mit einer Statue aus Carrara-Marmor, der die Mutter Gottes darstellt. Außerdem findet man ein mit Schnitzereien verziertes Chorgestühl sowie einen Altar und einen Tabernakel.

## Persönlichkeiten
- Alex Métayer, französischer Komiker
- Albert Emon, französischer Fußballtrainer
- David Vuillemin, französischer Motocross-Fahrer